# المخيم الكشفي العالمي الثاني عشر
عقد المخيم الكشفي العالمي الثاني عشر في الفترة 31 يوليو - 9 أغسطس 1967، وكان في الولايات المتحدة في ولاية بارك فرغت، في جبال روكي في ولاية أيداهو. وهذا هو ثاني مخيم كشفي عالمي يعقد في أمريكا الشمالية.